# Gibbera elegantula
Gibbera elegantula är en svampart som först beskrevs av Rehm, och fick sitt nu gällande namn av Franz Petrak 1947. Gibbera elegantula ingår i släktet Gibbera och familjen Venturiaceae.   Inga underarter finns listade i Catalogue of Life.
I den svenska databasen Dyntaxa används istället namnet Protoventuria elegantula för samma taxon.  Arten är reproducerande i Sverige.